# Lijst van edities van de Antilliaanse Feesten
Dit is een lijst van de edities van de Antilliaanse Feesten met per editie de optredende artiesten.

### 2024
- Kes The Band, Ryan Castro, Tabou Combo, Alexander Abreu y Havana d'Primera, Ir Sais, Orquesta Aragón, Mozart La Para, Broederliefde, Awilo Longomba, Bazurto All Stars, Cache Royale, Samora, Ricky Manuel ft. Sandro Reyes, Tsunami, Original H, Rebels Band, KD Soundsystem, Ghabiang Boys, Ori & The Weyes, Michaël Brun, Small Axe Band, Andrés Fernández & contrabando, Jesska Fernandes

### 2023
- Kassav', Patrice Roberts, Vayb, Estrellas de Buena Vista y Más, Grupo Extra, Ricardo Drue, Haila, José Alberto 'El Canario' & Mercadonegro, Jeon, The Latin Brothers, Diblo Dibala, Oswald Band, Cache Royale, Chocolate Remix, Damian The Lion, Rootsriders, Passion, QUIQUE, TSEAN, Nils Fischer & Timbazo, Ricky Manuel, Troy, Cintura Soundsystem

### 2022
- Gente de Zona, Los Van Van, Kaï, Omara Portuondo, Olatunji, Ir Sais, Javier Vásquez & Mercadonegro, Descemer Bueno, Ephrem J, Damaru & The Love Messengers, Jesse Royal, Cache Royale, Aptijt, Bizzey, Rodry-Go!, Rebels Band, Loco Escrito, Sandro Reyes, Orquesta Pegasaya, FanatiQ, Stanley Clementina & C-Shaw Maurino

### 2019
- Kassav', Kes The Band, Oscar d'León, Vayb, Konshens, Nacho, Charanga Habanera, Silvio Mora, Bazurto All Stars, Elito Revé y su Charangon, Fuse ODG, Stylo G, Samora, Buleria, Naks Kaseko Loco, Manny Rod, Rebels Band, Kenny B, Elio Boom, BM, Alex Acosta Y Su Zona Latina, Kollision Band, La Cuneta Son Machín

### 2018
- Daddy Yankee, Grupo Niche, Tabou Combo, Kaï, Original Burning Flames, Ce'cile, Descemer Bueno, Diblo Dibala, Ephrem J, Nelson Freitas, Broederliefde, Jacob Desvarieux, David Kada, Gentz, Team Latino, Carlyn XP, Charles King, KD Soundsystem, The Dubbeez, Kumbia Boruka, Carmel Zoum, Ácido Pantera, Troy

### 2017
- Shaggy, Kassav', Wilfrido Vargas, Michel El Buenon,[1] Grupo Extra, J Alvarez, Doble R, Farmer Nappy, Baloji, Staff Des Leaders, Marvay, NSTYPLAY, Rootsriders, Divan, Kenny B, Young Cosje, Rebels Band, Orquesta Pegasaya, La Dame Blanche, Baby Lores, KD Soundsystem, Kenny B, El Mura y su Timba Latino, Impact, Blend Mishkin, Lina Ice, La Inédita

### 2016
- La-33, Frank Reyes, Kinito Mendez, Locomondo, Rupee, Troy Y La Familia, Nd, Pegasaya, B.M.W. (Brothers Making Wisdom), Nastyplay, New Style, Systema Solar, ZwartWerk, Oscar D'leon, Alexander Abreu & Havana D'Primera, Diblo Dibala, Tizzy & El A Kru, Broederliefde, Cache Royale, Ephrem J, Los Desiguales, Postmen, Typhoon, Young F

### 2015
- Grupo Niche, Kes The Band, Silvestre Dangond, Mr. Vegas, Tizzy & El a Kru, Popcaan, Laritza Bacallao, Bazurto All Stars, Chacal Y Yakarta, Hollie Cook, Kankantrie, Gato Preto, Napalma, Haila, El Adolescent's Reencuentro, Henry Mendez, Toby Love, Merengue All Stars, El Micha, Cache Royale, Rebels Band, Ghetto Flow, La Dame Blanche, Satisfaction, Extazz, Septeto Nabori

### 2014
- Osmani Garcia, Grupo Galé, Fay-Ann Lyons, Kassav & Guests, Zouk (Zouk Machine, Luc Leandry, Jean-Marc Ferdinand), Salsa Celtica, Dubán Bayona & Jimmy Zambrano, La Z-One, B.M.W., Kollision Band, Grupo Extra, N'Klabe, Fuego, Gente D'zona, Bunji-Garlin, Burning Flames, Carimi Ft Mikabem, Palenke Soultribe, The Skints, Ap'tijt, Herencia de Timbiquí, Mr. Black, David Kada

### 2013
- Daddy Yankee, Orquesta Guayacán, Cubaton All Stars, Fulanito, Rikki Jai, The Selecter, Kumbia Queers, Rebels Band, Bomba Estéreo, Freddy Loco feat. Vin Gordon, Kassav', Kes The Band, Ce'cile, Charanga Habanera, Jimmy Saa, Azucar Negra, RKM Y KEN-Y, Shakalewa, Kuenta i Tambú (KIT), Staff des Leaders, Grupo Extra, Kevin Florez

### 2012
- Morgan Heritage, Henry Santos (Aventura), Carimi, Havana D'Primera, Bella Mondo, Celso Piña, Ferré Gola, Destra Garcia, Recruitz Soca Band, Locomondo, KLC Clave Cubana, Tony Dize, Diomedes Diaz, Luis Enrique, Konata, La Fiesta & Kayente, Locomondo, Kola Loka, Angeles Bendecidos, Xamanek, Staff des Leaders, Punky Donch

### 2011
- Silvio Mora, Yuri Buenaventura, Don Omar, Roy Cape All Stars, Damaru & App'tijt, Choc Quib Town, Kewdy de los Santos, Yumuri, Kuenta i Tambú (KIT), El Micha, Alex Bueno, Werrason, Grupo Galé, Machel Montano, Rebels Band, Punky Donch, Roy Cape All Stars, Queen Ifrica & Tony Rebel, Manolin "El Medico de la Salsa", Sonambulo, La Pinata, Solo Dos

### 2010
- K-Liber, Willy Chirino, Mr. Vegas, Wyclef Jean, Triple Kay, Los 4, Tizzy & El a Kru, Maykel Blanco, Cumbia Cosmonauts, Young Livity, B.M.W., Michel Batista, Los Rabanes ft. Osvaldo Ayala, Jorge Celedón, Tizzy & El-A-Kru, Gwatinik. feat. Tina Ly, Toby Love, La Rouge, La Monareta, Rebels Band, Grupo Extra

### 2009
- Alex Bello, Magia Caribena, Carlos Vives, Bamboolaz, Desorden Público, Destra Garcia, Havana D'Primera, Staff des Leaders, DJ Saca la Mois, KLC Clave Cubana, Youth X-treme, DJ Eduardo, Michael Stuart, Milly Quezada, Kassav', Tego Calderon, Destra Garcia, App'tijt, Elio Reve, Aimelia Lias, Youth X-treme, Sindicato Sonico, Bomba Estéreo, DJ Mystique

### 2008
- Grupo Galé, Monchy Y Alexandra, Wisin y Yandel,  Gente d'Zona, Carimi, Binomio de Oro, Chichí Peralta, Maravilla de Florida, Djunny Claude, Magia Caribena, 3 Canal, Small Axe Band, T-Strong, Rodry-Go, Rocola Bacalao, ATNG

### 2007
- La India, Charanga Habanera, Monchy Y Alexandra, Kassav', N'Klabe, Joe Arroyo, Pitbull, Oro Solido, Karamelo Santo, Haila y su Orquesta, Eddy-K, Le Groove, Machel Montano, J-F Ifonge, Combinatie XVI, Inner Visions, Ghetto Flow, BMW Plus

### 2006
- Los Corraleros de Majagual, Orishas, Issac Delgado, Triple Kay, Youth X-treme, DJ Chen, App'tijt, Willie Colon, Magic System, T-Vice, BMW, Magia Caribena, Krezi Mizik, La 33, Bambu Station, Immo, J-F Ifonge, Paulo Fg y su Elite, Amarfis y su bande de Attakke, Jerry Rivera

- Indoor Festival 2006: Kassav', Elvis Crespo, Los Van Van

### 2005
- Wezon, Johnny Pacheco, Carimi, Victor Manuelle, New System Brass, Osvaldo Ayala, Era, Pablo Bachata, Midnight Groovers, Mark Foggo Skasters, Carimi, Don Omar, Rikarena, Wezon, Panteón Rococó, Los Gigantes Del Vallenato, Salsa Celtica, Proyecto Secreto, BMW

- Indoor Festival 2005, 21 maart 2005: Aventura, Sergio Vargas, Pachito Alonso, K-Liber

### 2004
- Krosfyah, Fernando Villalona, Gilberto Santa Rosa, Iván Villazón, Young Cosje, Ricardo Lemvo, Carimi, Awilo Longomba, The Internationals, Gabriel Rios, Squadra Bossa Ft. Buscemi, Fruko y sus Tesos, Aventura, Krispy y su Bombazo Tipico, Ska Cubano, Michele Henderson, Cubanito 20.02, Orlando "Maraca" Valle, Clan 537, K-Liber & MC Farah, The Dill Brothers

- Indoor Festival 2004: Amarfis y su bande de Attakke, Orquesta Guayacan, Juanes, Africando

### 2003
- Square One, Ng La Banda, Carimi, Kinito Mendez, Monchy Y Alexandra, Olivier N'Goma, Los de Abajo, Guaco, Los Diablitos, Grupo Manía, Square One, Clan 537, App'tijt, Buscemi Live, La Barriada

- Indoor Festival 2003: Bamboleo, Mala Fe, Oscar d'Leon, Kassav'

### 2002
- José Alberto, Fulanito, Paulo FG y su Elite, Gabino Pampini, Cana Brava, Binomio de Oro, Manikkomio, X-Plosion, Aramis Galindo, Bose Krioro, Roy Cape All Stars, International Garifuna Band, Champeta All Stars, Luc Leandry

### 2001
- Sonora Carruseles: Kassav', Sierra Maestra, Fulanito, Puerto Rican Power, Toros Band, Orquesta Guayacán, Salsa Celtica, Conjunto Chappottin, Samy y Sandra Sandoval, Arnell I Orkesta, Ondrofeni, Joseph Portes, Youth Waves, Garifuna All Stars

### 1999
- Celia Cruz, Maraca, José Alberto, Alfredo de La Fe, Kassav', Grupo Galé, Kinito Mendez, Banda Chula, Grupo Mania

### 1998
- El Gran Combo, Orquesta Revé, Tabou Combo, Krosfyah, Bana OK

### 1997
- Oscar d'Leon, Africando, Dan Den, Klimax, Tabou Combo, Los Hermanos Rosario, Son Damas, Alfredo Gutiérrez, Bredda David, Blue Ventures, La India Canela

### 1996
- Charanga Habanera, Grupo Niche, Kinito Mendez, Coco Band, Anacaona, Reasons Orchestra, Taxi Kreol, Antonio Rivas, Andy Palacio

### 1995
- Joe Arroyo y La Verdad, Fruko & The Latin Brothers, NG La Banda, Wilfrido Vargas, Original de Manzanillo, Kali, Zaiko Langa Langa, Eclipse, Orquesta d'Cache, La Muralla, Double Rock Kawina, Rico Rodriguez, Diblo Dibala, Academy Brass International, Sampling, Roy Cape & The Kaiso All Stars, Carlo Jones, Yakki Famirie, Fefita La Grande

### 1994
- Academy Brass International, Carlo Jones + Fefita la Grande, Fruko & The Latin Brothers, Rico Rodriguez, Roy Cape All Stars, Sampling, Wilfrido Vargas, Yakki Famirie, Diblo Dibala

### 1993
- Sierra Maestra, Tabou Combo, Fernando Villalona, Toumpak, Pride, Skiffle Bunch, La Fuerza Mayor, Imaginations Brass

### 1992
- The Skatalites, Coco Band, Exile One, Touch, Opo Doti & A Sa Go, Dixie Band, Massive Chandelier, Tipica Manzana, Grupo Stabiel

### 1991
- Gazolinn', Gabby & Gryner, Bati Kibra, Derrick Morgan, La Gran Manzana, Koropina, Reasons Orchestra, Huracan, 7

### 1990
- Laurel Aitken, Arrow, Ramon Orlando, Tuco Bouzi & Dixie Band, Heartbeat, Caribbean Combo,

### 1989
- Gypsy, Vega Band, Ebony Steelband, July Mateo "Rasputin", TC & The Playboys, J.M. Cambrimol & La Maafia,

### 1988
- Wilfrido Vargas, Dédé Saint Prix, Imaginations Brass, Unisono / Heat Heat,

### 1987
- Arrow, Bomba, Calypso Rose, Pier' Rosier & Gazoline

### 1986
- Las Chicas Del Can, Trinidad Troubadours, Panvibes, Bachanal

### 1985
- GI's Brass International, Quicksilver

### 1984
- Flash Tropical Steels / Macay, Sensacion Latina

### 1983
- Electric Ananas, Cosecha